# Bureschia bulgarica
Bureschia bulgarica är en kräftdjursart som beskrevs av Karl Wilhelm Verhoeff 1926. Bureschia bulgarica ingår i släktet Bureschia och familjen Trichoniscidae. Inga underarter finns listade i Catalogue of Life.